# Yattafène

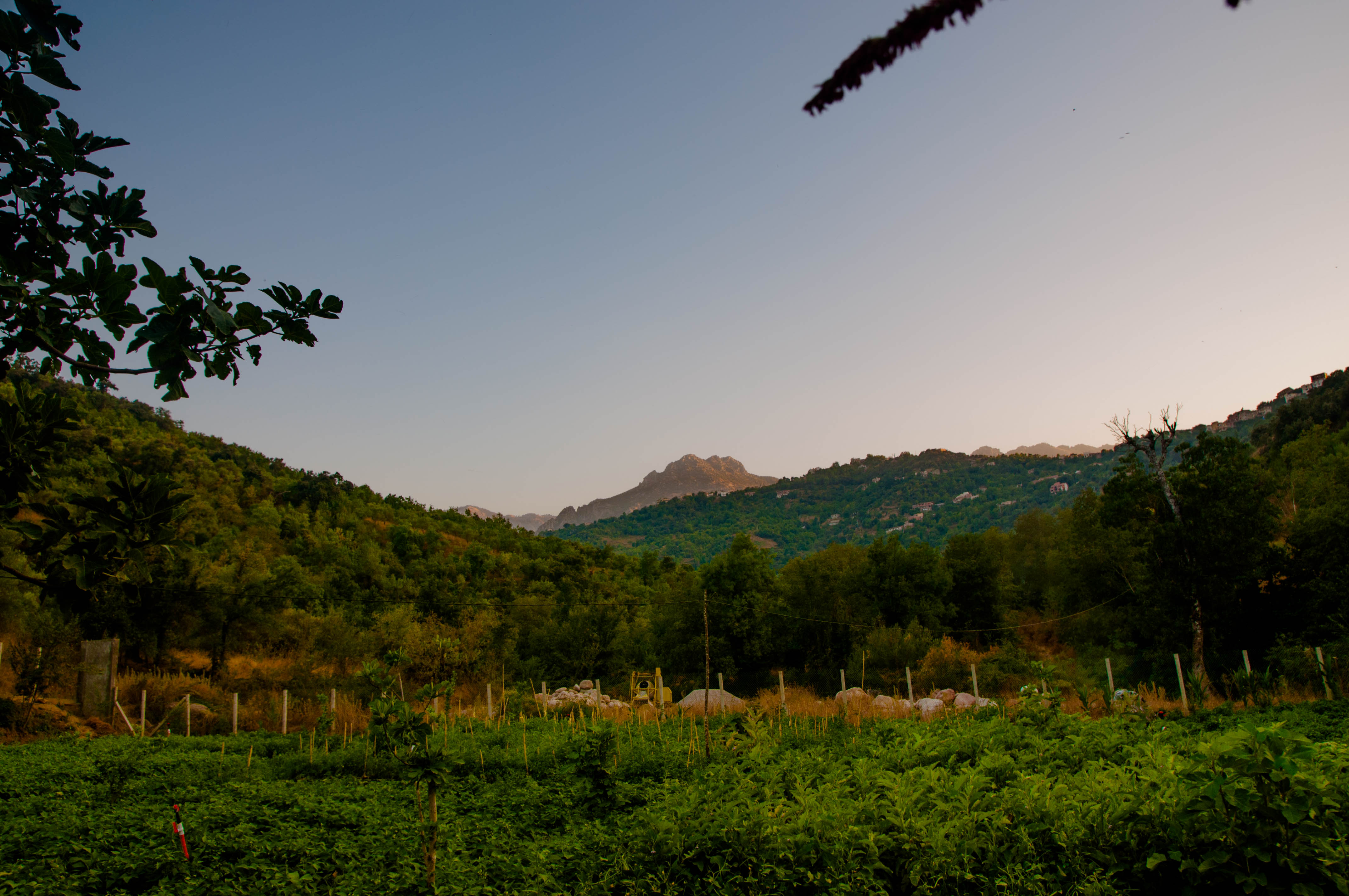
Ait Daoud, em Tizi Ouzou, Argélia.

Yattafène ou Yatafen é uma cidade e comuna localizada na província de Tizi Ouzou, no norte da Argélia. Em 2008, sua população era de 4 016 habitantes.